# برادفورد كناب
برادفورد كناب (بالإنجليزية: Bradford Knapp)‏ هو كاتب أمريكي، ولد في 24 ديسمبر 1870 في فينتون في الولايات المتحدة، وتوفي في 11 يونيو 1938 في لوبوك في الولايات المتحدة.